# Ioannis Metaxas

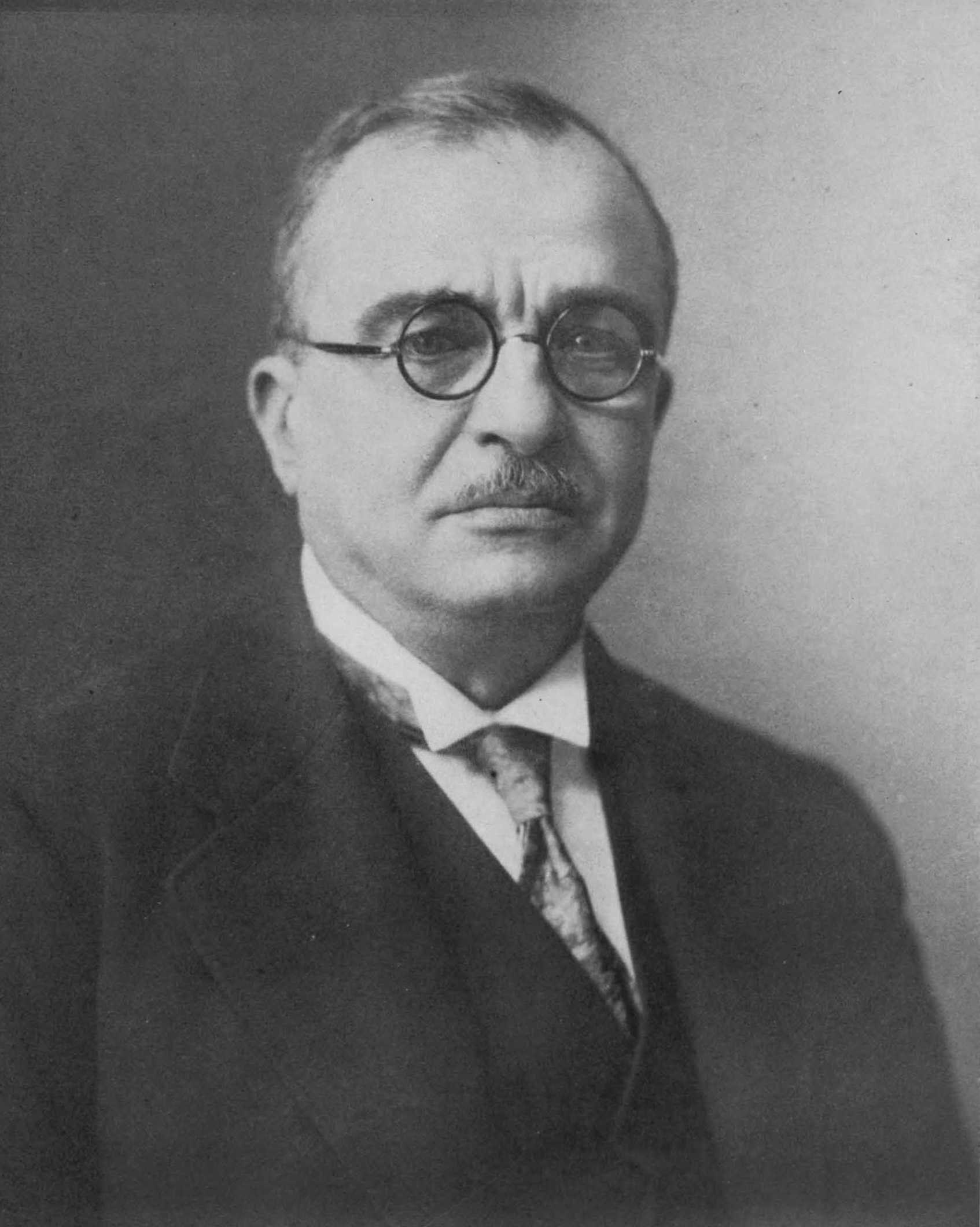
Ioannis Metaxas
(Offizielles Foto, 1937)

Ioannis Metaxas (griechisch Ιωάννης Μεταξάς Ioánnis Metaxás früher transkribiert als Johannes Metaxás; * 12. April 1871 in Ithaka; † 29. Januar 1941 in Athen) war ein griechischer General, Politiker und Diktator.

## Leben

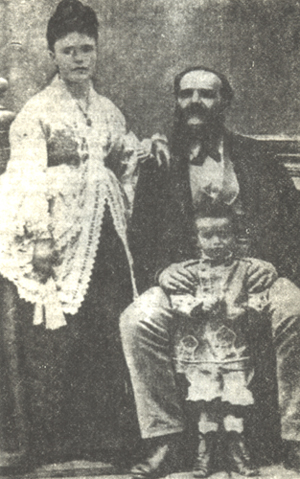
Ioannis Metaxas als Kind mit seinen Eltern

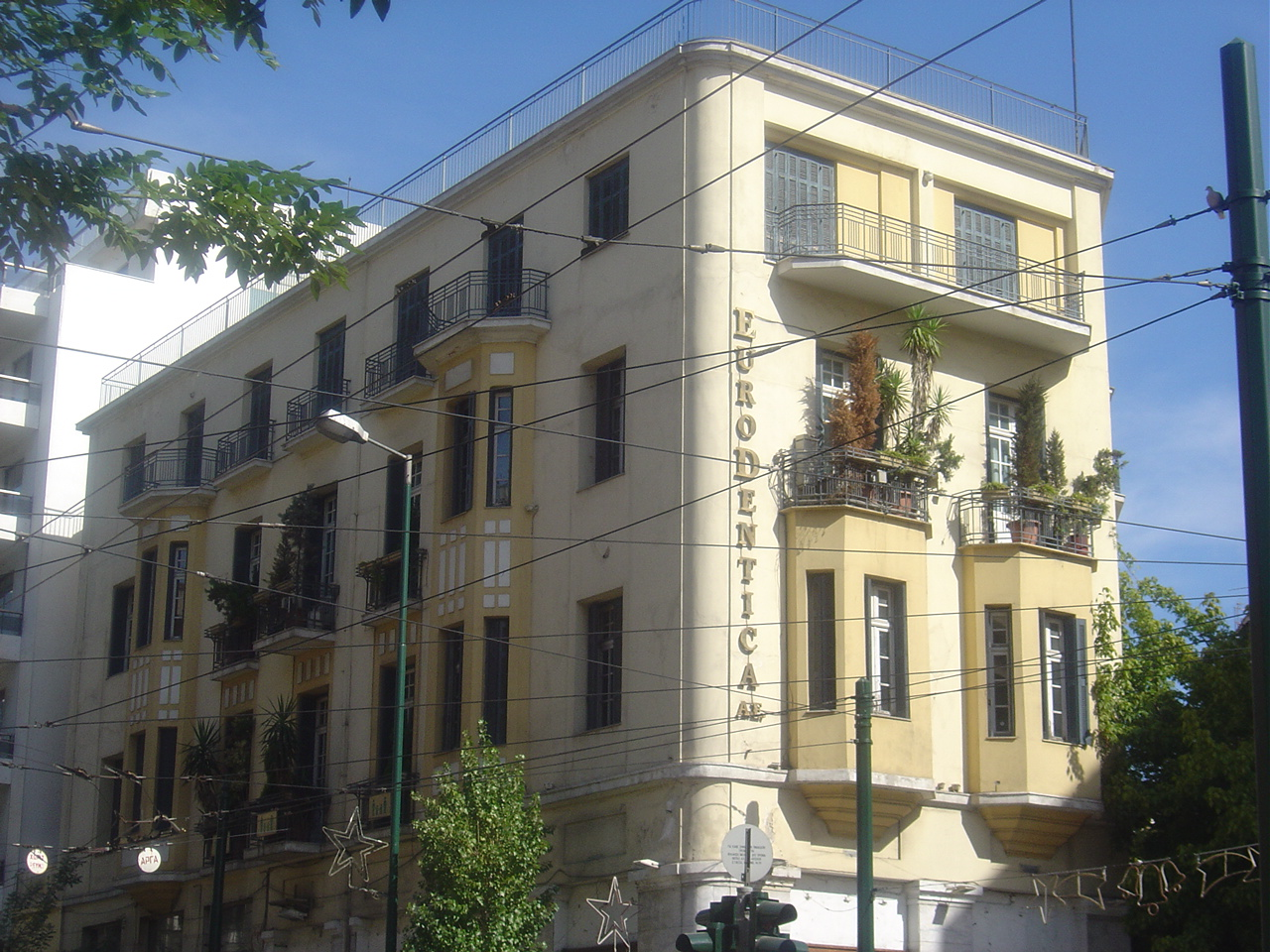
Das Haus in Athen mit der Wohnung, die Metaxas mit seiner Familie bewohnte

Ioannis Metaxas entstammte der adeligen Familie Metaxa, die ursprünglich aus Konstantinopel stammte und sich auf den Inseln Kefalonia und Ithaka niedergelassen hatte. Sein Vater Panagis Metaxas war Präfekt der Insel Ithaka und ließ sich nach Verlust des Amtes 1879 auf Kefalonia nieder. Als Graf war er ein angesehener Mann. Ein naher Verwandter von ihm war der Spirituosenfabrikant Spyridon Metaxas, ein weiterer der Politiker Andreas Metaxas.
Metaxas galt als erfolgreicher Schüler mit außerordentlicher Begabung für Mathematik. Er brach als 14-Jähriger die Schule ab und besuchte ab dem 24. September 1885 die Militärakademie in Athen. 1890 erreichte er den Rang des Unterleutnants, anschließend studierte er Maschinenbau, brach aber aufgrund seiner Berufung zum Generalleutnant ab. Während des Türkisch-Griechischen Krieges 1897 befreundete er sich mit dem deutschlandfreundlichen Thronfolger Konstantin I., der ihm ein Stipendium zum Studium in Deutschland vermittelte. Die freie Zeit während des Studiums nutzte Ioannis Metaxas zum Besuch zahlreicher Persönlichkeiten aus Politik, Wirtschaft und Militär sowie zum Besuch von Opern und Kunstausstellungen.
Da Metaxas im Schießen nie sehr gute Leistungen erreichen konnte, belegte er stattdessen strategische Fächer und Sport, wo er zu den Besten gehörte und in Wettkämpfen sehr häufig Erstplatzierungen erreichte. Sein Ehrgeiz brachte ihm unter Kommilitonen den Namen „Kleiner Moltke“ ein. Nachdem er sein Studium an der preußischen Kriegsakademie 1902 mit Auszeichnung abgeschlossen hatte, unternahm er eine Reise nach Paris und Rom; dann ließ er sich in Athen nieder.
Zurück in Griechenland arbeitete er an eigenen Reformideen für das Heer. Auf Anraten der Heeresleitung ließ er sich als Kandidat für das Parlament aufstellen und wurde bei der Wahl am 20. Februar 1905 gewählt. Für das Königshaus war er zwei Jahre lang als Privatlehrer tätig und unterrichtete Prinz Andreas und Prinz Georg in Militärgeschichte und Militärstrategie. Metaxas stand offen zu seiner monarchistischen Einstellung und wurde daher nach dem Aufstand von Goudi in die Provinzstadt Larisa zwangsversetzt. Ihm wurde ein inniges Verhältnis zu Sophie von Preußen, der Ehefrau des Kronprinzen Konstantin, nachgesagt.
Im Balkankrieg war er ab 1913 stellvertretender Generalstabschef, ab 1915 Chef des Generalstabs. Als einflussreicher Berater von König Konstantin I. war er maßgeblich an den Verhandlungen mit den Nachbarländern Griechenlands beteiligt. Er war ein Gegner der von Venizelos betriebenen Kriegs- und Expansionspolitik gegen das Osmanische Reich, die Venizelos auf Seiten der Entente verfolgte. Metaxas glaubte, wie Konstantin I., lange an einen Sieg der Mittelmächte und plädierte daher für eine Neutralität Griechenlands; er warnte darüber hinaus vor den Risiken eines kleinasiatischen Feldzugs, wie ihn Venizelos langfristig beabsichtigte. Venizelos’ Kriegspolitik behielt aber in der öffentlichen Meinung die Oberhand und die Parlamentswahl am 13. Juni 1915 gewann der kriegswillige Ministerpräsident wieder souverän. 1917 bis 1920 wurde Metaxas von den Franzosen auf Korsika interniert.

### Familie
Ioannis Metaxas war seit 1909 mit Lela Chatzioannou (Λέλα Χατζηϊωάννου) verheiratet. Sie hatten zwei Kinder. Seine Enkeltochter Ioanna Foka-Metaxa (Ιωάννα Φωκά-Μεταξά) ist Schriftstellerin.

## Aufstieg zur Macht
Ioannis Metaxas war nicht nur General, sondern hatte sich seit 1904 (mit Unterbrechungen im Exil) auch als Abgeordneter ins Parlament wählen lassen. Er hatte viele Demagogen aus allen politischen Lagern erlebt und stand der Politik von Venizelos skeptisch gegenüber. Nach seiner Rückkehr aus dem Exil unterstützte er eine royalistische Gegenrevolution und war in den folgenden Jahren in verschiedenen Funktionen Mitglied mehrerer Regierungen.
1935 steuerten die Generäle Georgios Kondylis und Ioannis Metaxas immer offener auf eine Diktatur zu und legalisierten ihr Bestreben, indem sie im Oktober 1935 die Monarchie proklamierten. Der 64-jährige Venizelos ging ins Exil. König Georg II. kam nach zwölf Jahren Exil wieder nach Griechenland zurück.

## Ernennung zum Ministerpräsidenten
Bei der Parlamentswahl am 26. Januar 1936 erreichten Venizelisten und Anti-Venizelisten etwa eine gleiche Zahl an Sitzen im Parlament; die Kommunisten waren mit 15 Abgeordneten als dritte Partei das „Zünglein an der Waage“. Weder kam eine große Koalition zustande, noch hätte das Militär eine Regierung mit kommunistischer Beteiligung geduldet; es kam zu einer Patt-Situation. Metaxas wurde als Chef der Freisinnigen Partei (die nur 7 Sitze im Parlament hatte) erst zum Verteidigungsminister ernannt, nach dem Tod von Ministerpräsident Demertzis am 12. April 1936 dann vom König zum Regierungschef und Außenminister. Die Regierung von Metaxas wurde mit weitreichenden legislativen Befugnissen ausgestattet und sollte nur provisorisch zur Stabilisierung der Lage fungieren, ein Parlamentsausschuss diente zur Kontrolle. Gleichzeitig gab es anhaltende Unruhen auf den Straßen, die einflussreiche Vertretung der Tabakarbeiter kündigte einen Streik und Großprotest für den 5. August an. Wegen der innenpolitischen Unruhen stattete der König Metaxas mit umfangreichen Kompetenzen aus und ebnete so den Weg für dessen autoritär-antidemokratisches Regime. Nach der blutigen Niederschlagung des – von Giannis Ritsos in dem Klagelied Epitaphios besungenen –  Streiks suspendierte Metaxas noch am 4. August 1936 Parlament und Verfassung. Neuwahlen wurden bis auf weiteres verschoben. Mit diesem Staatsstreich begann sein autoritäres sogenanntes „Regime des 4. August“, das bis 1941 andauerte. Er stieß dabei kaum auf Widerstand, nur Georgios Papandreou, der seine Opposition mit der Verbannung nach Chios bezahlte, und die kommunistische Partei stellten sich offen gegen Metaxas.

### Politik
Der „Neue Staat“ (Neon Kratos) sollte eine „Dritte Griechische Kultur“ begründen, nach der ersten in der Antike und der zweiten in Byzanz. Das Attribut einer kulturellen Überlegenheit und Einheitlichkeit sollte das Selbstwertgefühl der Bevölkerung stärken.
Die Gesellschaft war zu jener Zeit in zwei politische Lager gespalten, kleinasiatische Flüchtlinge in Athen und das „neue“ Nordgriechenland prägten eine heterogene und konfliktgeladene Gesellschaft. Eine gezielte Vereinheitlichung und Aussöhnung der Gesellschaft war ein primäres Ziel seiner Politik: „Ein Ideal, das in der Lage ist die Griechen zu begeistern, ihre Seele zu erfüllen, ihnen Ziel und Sinn im Leben zu geben und sie alle solidarisch auf die große Errungenschaft hin verbindet, [kann] kein anderes sein, als das nationale Ideal.“ Weniger die ethnische Herkunft, vielmehr eine bestimmte Einstellung sollte den neuen Menschen auszeichnen, die Transterritorialität wurde mit der Antike gerechtfertigt, die auch nicht durch Nationalstaaten geprägt wurde. Einfluss auf das Programm des Regimes hatten die Schriften von Wilhelm Wundt. Metaxas benutzte gezielt den Begriff Megali Idea seiner Gegner und belegte ihn neu.
Es wurde ein gesetzlicher Mindestlohn eingeführt, der 8-Stunden-Tag sollte die Arbeitslosigkeit senken, 1937 wurde die Sozialversicherungsanstalt Idryma Kinonikon Asfaliseon (Ίδρυμα Κοινωνικών Ασφαλίσεων, ΙΚΑ) gegründet. Verstöße von Arbeitgebern wurden mit harten Gefängnisstrafen belegt. Eine Reform des Primärsektors scheiterte an den finanziellen Mitteln. Griechenland musste einen Großteil seiner Devisen für den Einkauf von Weizen aufwenden, notwendiges landwirtschaftliches Gerät konnte nicht beschafft werden. Die Auswanderung von Bauern zwecks Flächenvergrößerung wurde insgeheim vorangetrieben.
Darüber hinaus startete er ein staatliches Arbeitsprogramm, das nicht zuletzt die Aufrüstung vorantrieb. Einerseits wurden Karrierechancen für bisher benachteiligte soziale Schichten geschaffen, andererseits wurden individualistische Profilierungstendenzen bestraft. Um mögliche Störungen seines wirtschaftlichen Transformationsprogramms zu unterbinden, verbot er faktisch eine oppositionelle politische Betätigung mit Gesetzen zu „staatsfeindlichen Äußerungen“, die Verbannungen auf Inseln nach sich zogen. Oppositionelle rächten sich später, indem sie noch Jahrzehnte später Metaxas als Negativbeispiel eines Diktators darstellten. Einen Führerkult lehnte Metaxas stets ab; seinen Führungsanspruch sah er als einen von „Schicksalsmenschen, die etwas wollen und wagen.“ und sah sich als Vater der Nation.
Am 22. Februar 1938 wurde das Gesetz Nr. 1092 verabschiedet, welches die Berichterstattung der Medien einschränkte. Dies wurde mit deren Missbrauch durch einzelne Politiker und Parteien begründet. Das Deutsche Reich nutzte dieses Medium als Auslandspropaganda und gab griechischen Zeitungen Material und finanzierte Berichte. Für einen wohlwollenden Artikel wurden etwa 2000 Drachmen gezahlt. Die bezahlte Berichterstattung war fortan legal nicht mehr möglich. Das Regime kontrollierte die Presseberichterstattung durch den Einsatz von Beamten, die die großen Zeitungen mit vorgefertigten Informationen versorgten. Auch der ausländischen Berichterstattung über das Land wurden Grenzen gesetzt.

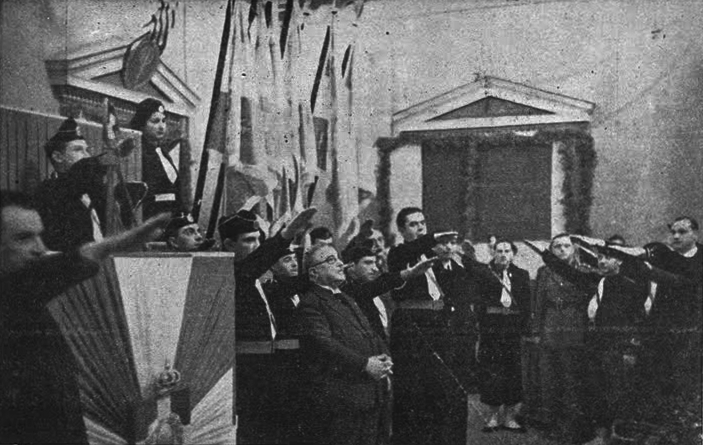
Angehörige der faschistischen Jugendorganisation EON huldigen Ioannis Metaxas (Mitte, ohne erhobenen Arm) mit dem faschistischen Gruß (1938)

Die Staatskanzlei für Presse und Tourismus wurde gegründet; sie kontrollierte und zensierte kulturelle Aktivitäten wie den Rembetiko und den Film. Den Rembetiko hielt Metaxas für unmoralisch und zu nahe am osmanischen Erbe. Deshalb ließ er die Musikinstrumente zerstören. Filmkritik fand sowohl in politischer als auch in qualitativer Hinsicht statt. Die Filmfirmen profitierten von staatlichen Aufträgen für Dokumentationsfilme. Deutsche Filme wurden nach Druck durch die jüdischen Gemeinden aus dem Programm der Kinos verbannt. Hintergrund war das Berufsverbot für jüdische Filmschaffende in Deutschland und antisemitische Inhalte in den Filmen. Die Fotografin Nelly setzte ihre 1927 begonnene Fotoserie über das Land fort, die 1939 auf der Weltausstellung in New York als griechischer Beitrag gezeigt wurde. Ein Porträt, das sie von Metaxas machte, zeigt ihn im bürgerlichen Anzug, mit dem Hut auf der Hand; seit 1915 hatte er auch zu festlichen Anlässen keine Uniform mehr tragen wollen. 1939 ermöglichte er die Neugründung der Griechischen Oper als Teil des Nationaltheaters, Vorausgegangen war die Schließung des königlichen Theaters in seiner alten Form und über 10 Jahre Bemühungen um erneute Opernaufführungen unter staatlicher Regie. Anders als die anderen Diktaturen Europas zeichnet sich die Regierungszeit von Metaxas durch einen völligen Verzicht auf monumentale Repräsentationsbauten aus. Das große Schulbauprogramm (bei dem zahlreiche moderne funktionalistische Bauten im ganzen Land entstanden waren) wurde eingestellt und die Tätigkeit des Hauptarchitekten Patroklos Karantinos auf Museen beschränkt. 1937 wurde das Akropolismuseum erbaut. Private Bauten zeichneten sich durch einen Pluralismus aus, der vom Klassizismus bis in den zuvor verpönten Art déco reichen.
Die von Metaxas 1936 gegründete Jugendorganisation EON (Ethniki Organosis Neolea) sollte den „kämpferischen Menschen“ schaffen, nicht für einen militärischen Zweck, sondern „bestimmt für den Kampf, für jede Art von Kampf“. Ein Anliegen war es, soziale Unterschiede abzubauen und das Kollektiv zu stärken. Die Organisation konkurrierte mit den Pfadfindern und wurde vom königlichen Hof anfangs abgelehnt. Im Jahr 1938 registrierten sich nur 15.000 Mitglieder. Für Juden wurde eine eigene jüdische Abteilung der Jugendorganisation gebildet. Hintergrund waren Bestrebungen, besonders die ehemals osmanischen Juden Nordgriechenlands zu assimilieren und deren Identifikation mit dem griechischen Staat zu fördern.
1939 wurden alle Jugendorganisationen im Land mit der EON fusioniert und die Organisation der schulischen Verwaltung unterstellt.
Dem stand eine völlige Gleichstellung und Toleranz gegenüber Minderheiten gegenüber. Griechische Juden hatten eine starke emotionale Bindung zu Griechenland. Metaxas bezeichnete die griechischen Juden als „Kinder Griechenlands“. Antisemitismus bekämpfte er durch ein striktes Pressegesetz und Zensur. Seine Vorstellungen zum Judentum wurden wesentlich von Zvi Koretz geprägt, mit dem er befreundet war und der 1938 zum Oberrabbiner gewählt wurde. Einige hundert deutsche Juden aus Deutschland fanden in Griechenland Zuflucht. Die Vorstellung eines bekenntnisneutralen Religionsbegriffs und religiöse Toleranz war wesentlicher Bestandteil seiner Innenpolitik. Metaxas verkündete: „Die Achtung vor den religiösen Überzeugungen der Nicht-Christen muss absolut sein“. Metaxas war davon überzeugt, bei völliger Gleichstellung und Toleranz gegenüber religiösen Minderheiten gute Patrioten zu gewinnen.
Außenpolitisch lehnte er sich trotz einer vorsichtigen Annäherung an das Dritte Reich vor allem an Großbritannien an. 1938 schloss er einen Freundschafts- und Neutralitätsvertrag mit der Türkei.
Nach dem Beginn des Zweiten Weltkrieges hielten Metaxas und König Georg II. strikt an der griechischen Neutralität fest. Mitte 1940 häuften sich Provokationen Italiens, das spätestens seit der Besetzung Albaniens 1939 zu einer militärischen Bedrohung für Griechenland geworden war. Der zuvor innenpolitisch unpopuläre Metaxas gewann im Krieg durch seine im Militärregime reorganisierte und disziplinierte Armee an Bedeutung. Die degradierten und verbannten republikanischen Kader wurden wieder aufgenommen. Das gesellschaftliche Zusammengehörigkeitsgefühl erreichte in den letzten Jahren der Regierungszeit von Metaxas eine Hochphase; zeitgenössische Quellen berichten von einem enormen Gefühl nationaler Solidarität.

## Ochi-Tag
Benito Mussolini forderte am 28. Oktober 1940 von Griechenland die Einrichtung von italienischen Militärstützpunkten auf griechischem Boden. Dies hätte Griechenland faktisch in den Status eines italienischen Satellitenstaates gebracht oder die spätere vollständige Besetzung des Landes durch Italien zur Folge gehabt, wie man am Beispiel der kurz zuvor erfolgten Annexion der baltischen Staaten durch die Sowjetunion 1940 nach dem Hitler-Stalin-Pakt hatte sehen können. Auf diese italienischen Forderungen soll Metaxas nur mit einem einzigen Wort geantwortet haben: „όχι“ (ochi: nein!). Daraufhin kam es zum Griechisch-Italienischen Krieg: Die italienischen Armeen drangen von Albanien aus in Epirus ein, wurden jedoch nach kurzem Vormarsch gestoppt und durch eine griechische Gegenoffensive sogar auf albanisches Gebiet zurückgeworfen. Der Ochi-Tag ist noch heute in ganz Griechenland ein nationaler Feiertag.
Als Metaxas wenig später im Januar 1941 starb, hinterließ er in Athen ein Machtvakuum. Sein angeblich auf Fehler eines britischen Arztes in Athen zurückgehender Tod gab Anlass zu Spekulationen, er sei vorsätzlich aus politischen Motiven durch Einfluss ausländischer Geheimdienste herbeigeführt worden, um zu verhindern, dass sich Metaxas auf Seiten Hitlers stellte. Belege dafür gibt es nicht. Der deutschlandfreundliche Metaxas konnte Hitler und dessen Antisemitismus nichts abgewinnen. Er hatte den Botschafter Ragavis in Berlin angewiesen, keine Verhandlungen mit Hitler zu führen. In seinem Tagebuch notierte er: „Besser wir sterben alle, als dass wir Hitler untergeordnet sind“ („καλύτερα να πεθάνουμε όλοι παρά να υποταχθούμε στον Χίτλερ“).
Im April 1941 griffen deutsche Truppen auf italienischer Seite in den Krieg ein, Griechenland wurde in Folge des Balkanfeldzugs von den Achsenmächten und deren Verbündetem Bulgarien besetzt.

## Trivia
Eine Tabakfabrik aus Chicago brachte 1941 die Zigarre „John Metaxas“ auf den Markt, Logo der Marke ist ein Porträt von Ioannis Metaxas.